# Бердестан
Бердеста́н, или Бердбеста́н, или Бердиста́н (перс.  بردستان‎) — небольшой город на юге Ирана, в провинции Бушир. Входит в состав шахрестана  Дейер. На 2006 год население составляло 5 198 человек.

## География
Город находится в южной части Бушира, на равнине Гермсир, между побережьем Персидского залива и хребтами юго-западного Загроса, на высоте 8 метров над уровнем моря.
Бердестан расположен на расстоянии приблизительно 160 километров к юго-востоку от Бушира, административного центра провинции и на расстоянии 865 километров к югу от Тегерана, столицы страны.